# Conesa (Tarragona)
Conesa es un municipio español de la comarca catalana de la Cuenca de Barberá, en la provincia de Tarragona. Según datos de 2017 su población era de 111 habitantes.

## Historia

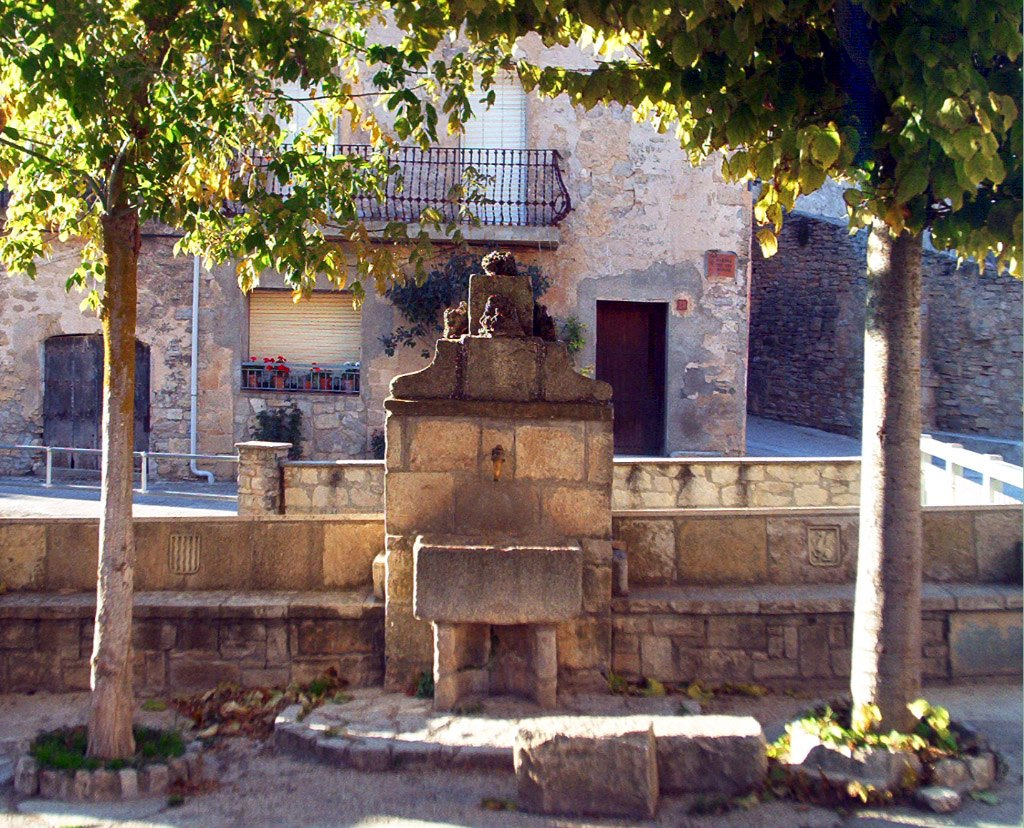
Fuente

En el 1043, Ramón Berenguer I cedió estos terrenos a Bernat Sunifred para que se encargara de su reconquista y posterior repoblación. En el 1154 pasó a depender de la archidiócesis de Tarragona. A partir del siglo XIV, el lugar estuvo en manos del monasterio de Santes Creus. El cenobio obtuvo la jurisdicción completa del lugar en 1383 por donación de Pedro el Ceremonioso. Santes Creus mantuvo su dominio hasta el fin de las señorías en 1835.
En el siglo XIV se amuralló la ciudad. Quedan en pie algunos restos así como dos de sus puertas: el Portal Reial o de Sant Antoni y el portal de Santa Maria. El núcleo de casas que se encuentra dentro de las murallas está compuesto por cinco calles estrechas. Aún conserva su aspecto medieval con porches antiguos.

## Topónimo
El origen del topónimo no está claro. Según el historiador Manuel Sanchis Guarner provendría del término árabe kunaisa que significa "iglesia cristiana". Otras versiones indican que el origen del nombre está en el latín iou condensa (gran espesura), aludiendo a la frondosidad de los bosques que rodeaban la población.

## Geografía humana

### Demografía
Cuenta con una población de 113 habitantes (INE 2024).
| Gráfica de evolución demográfica de Conesa entre 1842 y 2021                                                          |
| |
| Población de derecho según los censos de población del INE. Población de hecho según los censos de población del INE. |

### Economía
La principal actividad económica de la población es la agricultura, destacando los cultivos de trigo y cebada. También hay campos con almendros.

## Cultura
La iglesia parroquial está dedicada a Santa María. Construida en el siglo XIV es de estilo gótico, aunque conserva una arcada de la antigua construcción románica. Sobre la portalada se encuentra una imagen de la Virgen en la que María aparece con dos ángeles. También se conserva una cruz de plata datada en el siglo XV. Al lado del templo se encuentra la Casa Delmera, construida por orden del abad de Santes Creus en 1569 en el lugar en el que se encontraba el antiguo castillo de los Montpaó.
En el despoblado de Savella se puede ver una iglesia románica dedicada a San Pedro. Fue construida entre finales del siglo XII y comienzos del XIII. Es de nave única con bóveda apuntada. Destaca su portalada decorada con capiteles. En su interior se encuentra una imagen gótica del santo, realizada a tamaño natural en piedra policromada en el siglo XIV. La iglesia fue declarada Monumento Histórico Artístico en 1977.
Se conservan también dos cruces de término: la Creueta que se encuentra en el camino de Forés y la Creu en el de Santa Coloma. La Creu data del siglo XIV y tiene una columna de 8 metros de altura. En ella aparecen los escudos de Cataluña y el de Santes Creus.
Conesa celebra su fiesta mayor el 15 de agosto. La fiesta de invierno tiene lugar el 17 de noviembre, festividad de Santa Victoria.